# Cortinarius bayeri
Cortinarius bayeri (Velen.) Moënne-Locc. & Reumaux – gatunek grzybów należący do rodziny zasłonakowatych (Cortinariaceae).

## Systematyka i nazewnictwo
Pozycja w klasyfikacji według Index Fungorum: Cortinarius, Cortinariaceae, Agaricales, Agaricomycetidae, Agaricomycetes, Agaricomycotina, Basidiomycota, Fungi.
Po raz pierwszy opisał go Josef Velenovský w 1921 roku nadając mu nazwę Telamonia bayeri. Obecną, uznaną przez Indeks Fungorum nazwę nadali mu Pierre Moënne-Loccos i Patrick Reumaux w 1989 r.

## Morfologia
Kapelusz
Średnica 1–3 cm, w młodych owocnikach wypukły z podwiniętym brzegiem, w starszych płaski z niewielkim garbkiem i prostym brzegiem, w stanie wilgotnym prążkowanym. Powierzchnia pokryta przylegającymi, białawymi włókienkami, czerwonobrązowa lub rdzawobrązowa, w stanie suchym ochrowa.
Blaszki
Wąsko przyrośnięte, średnio gęste, początkowo ochrowe, potem ochrowobrązowe. Ostrza gładkie.
Trzon
Wysokość 3,5–5 cm, grubość 0,2 do 0,35 cm, walcowaty. Powierzchnia jasnoochrowa, z niewyraźnymi restkami strefy pierścieniowej. Zasnówka biała.
Miąższ
Cienki, rdzawobrązowy o słabym zapachu. Kapelusz i trzony w eksykatach szaroochrowe.
Cechy mikroskopowe
Wysyp zarodników rdzawobrązowy. Zarodniki migdałkowate, 8,5–10,5 × 5–6 µm, brązowe, lekko brodawkowate, słabo dekstrynoidalne, Cheilocystyd brak.

## Występowanie i siedlisko
Cortinatius bayeri spotykany jest w niektórych krajach Europy, zwłaszcza w Skandynawii. W Polsce do 2013 r. nie notowany. Brak go w  Krytycznej liście wielkoowocnikowych grzybów podstawkowych Polski Władysława Wojewody z 2003 r. T. Ślusarczyk przypuszcza, że być może był on zbierany w Polsce, lecz mylnie zidentyfikowany jako zasłonak gniady (Cortinarius fasciatus). Po raz pierwszy dwa jego stanowiska w Polsce podał T. Ślusarczyk w 2013 r., nie nadał mu jednak polskiej nazwy. Więcej stanowisk i bardziej aktualnych podaje internetowy atlas grzybów. Zaliczony w nim jest do gatunków zagrożonych i wartych objęcia ochroną.
Grzyb mykoryzowy. Występuje zwykle na piaszczystym podłożu w suchych lasach sosnowych i na wrzosowiskach.